# جزيرة ويلكزك

جزيرة ويلكزك هي جزيرة تقع في أرخبيل فرنسوا جوزيف، أوبلاست أرخانغلسك، روسيا.